# MWS3-Messwertsender

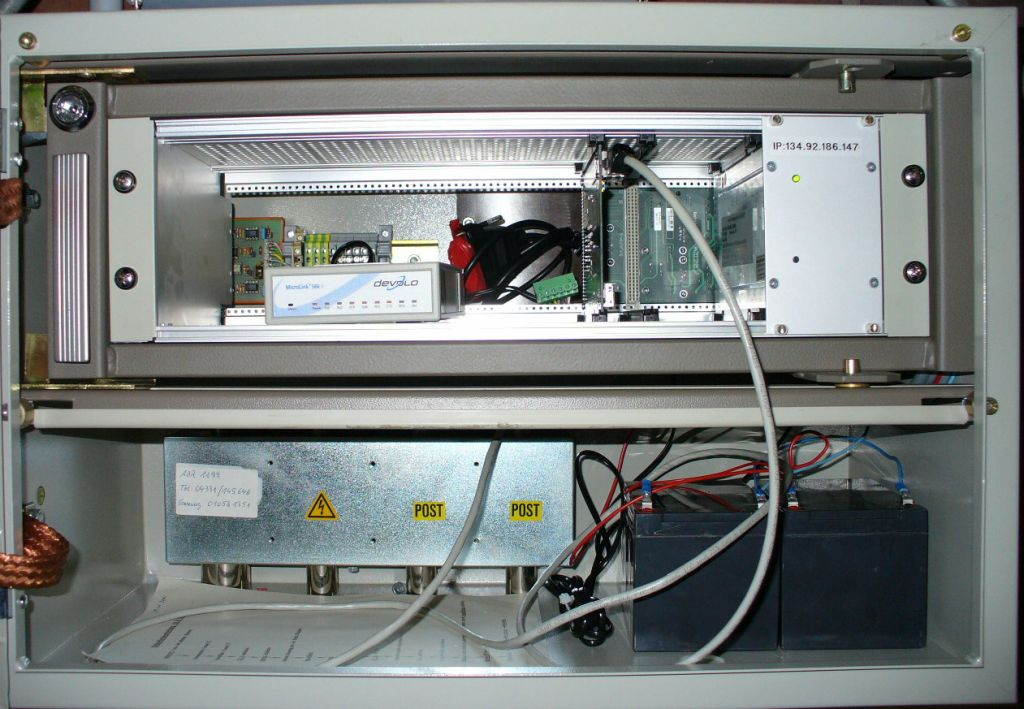
MWS3-Komplettsystem mit Netzteil, CPU-Platine, Modem und Batterien

Der MWS3-Messwertsender der dritten Generation wird im ODL-Messnetz zur Messung der Ortsdosisleistung (ODL) im Rahmen des Strahlenschutzvorsorgegesetzes eingesetzt. Er ist ein Gerät zur automatischen Fernmessung radioaktiver Umgebungsstrahlung und wurde vom Bundesamt für Strahlenschutz (BfS) in Eigenleistung entwickelt. Die erste produktive Installation erfolgte im November 2005 in Hamburg. Der MWS3 basiert auf einem Einplatinenrechner mit dem Betriebssystem Linux. Dieses bietet eine hohe Flexibilität der eingesetzten Software und erlaubt Zugriff auf einen großen Pool fertiger Programme und Protokolle. Der MWS3 kann seine Messwerte sowohl über Festnetz (Analog/ISDN), Funknetz (GSM/GPRS) oder direkt per Internet (z. B.: DSL) versenden und ist damit den älteren Systemen weit überlegen.
Die Sonde, die mit zwei Geiger-Müller-Zählrohren zur Erfassung der ODL zwischen 10 nGy/h und 5 Gy/h ausgestattet ist, ist über ein Kabel an den MWS3 angeschlossen. Die Impulse der Ionisierenden Strahlung werden mit einem Hochdosis- und/oder einem Niederdosiszählrohr in der Sonde erfasst. Mit Hilfe einer kleinen Zählplatine, auf Basis einer Atmel AT89S52 CPU, werden die Zählraten über ein ASCII-Datagramm vom MWS3 alle 10 Sekunden abgefragt. Die Zählplatine erfasst zusätzlich weitere Parameter wie die Temperatur im Sondengehäuse, Echo- und Koinzidenzzählraten. Die Echozählraten dienen der Qualitätskontrolle der Geiger-Müller-Zählrohre, die mit zunehmendem Alter statt eines hohen Impulses zwei mit sehr kurzem Abstand, in der Amplitude aber geringere Pulse weitergeben. Da eine RS485-Schnittstelle verwendet wird, kann die Entfernung zwischen Sonde und System über 1000 m betragen.
Die Messwerte werden im MWS3 zu 1 und 10 Minuten Messwerten akkumuliert und um einige statistische Momente (Mittelwert, Standardabweichung, Trend etc.) erweitert. In festgelegten Zeitintervallen werden die Daten im ASCII-Format für den Transfer gepackt und mittels FTP (File Transfer Protocol) an einen Server beim Bundesamt für Strahlenschutz übertragen. Durch ein gesichertes Austauschprotokoll (Handshaking) werden Verluste beim Datentransport verhindert: Sollte die letzte Übertragung nicht fehlerfrei gewesen sein, wird das Datenfile erneut verschickt, ist es unversehrt beim Datenbankserver angekommen, wird es auf dem MWS3 gelöscht. Der Datenversand über scp und E-Mail ist ebenfalls möglich, wird aber nur in Ausnahmefällen verwendet. Im Falle von besonderen Vorkommnissen (Sondenausfall, Messung erhöhter ODL, Energieproblemen) wird automatisch eine Sofortmeldung vom MWS3 abgesetzt. Zur Detektion von erhöhten Messwerten wird dynamisch ein Schwellwert aus den Messungen der letzten zwei Tage berechnet. Verringert sich die ODL z. B. durch eine geschlossene Schneedecke folgt diese Schwelle und kann damit immer noch auf geringe Änderungen reagieren.
Die Verwendung der offenen Protokolle war unbedingt notwendig, um den Austausch von Teilsystemen zu ermöglichen, ohne das Gesamtsystem neu entwickeln zu müssen.
Das System ist normalerweise an das Stromnetz angeschlossen, kann jedoch durch den eingebauten Akku bis zu 72 Stunden nach einem Stromausfall unterbrechungsfrei weiterarbeiten. Neben der Standardanwendung, dem Erfassen der ODL mit einer Sonde, ist das System in der Lage, die Daten von zwei weiteren Sonden zu erfassen. Diese können ebenfalls Standard-ODL-Sonden sein, es werden aber auch spektroskopierende Systeme und Sonden anderer Hersteller unterstützt.

## Software

Bildschirmfoto der Hauptseite der Webschnittstelle

Die Software wurde ebenso wie die Hardware in Eigenleistung vom BfS erstellt. Die Programmiersprache für die Hauptprogramme ist C, hinzu kommen verschiedene Shell-Skripte. Das Hauptprogramm verfügt über drei unabhängige Threads zur Sondenabfrage, LED-Statusanzeige und Statistik Berechnung/Transfer. Die Konfiguration und Systemüberprüfung des MWS3 erfolgt über eine komfortable Webschnittstelle. Die Software ist so ausgelegt, dass sie prinzipiell auch auf anderen Linux-Systemen eingesetzt werden kann. Damit ist die Software auch unabhängig vom MWS3 einsetzbar, z. B. auf einem Laptop. Die Eigenentwicklung der Software macht das System unabhängig von externen Softwareherstellern, was sich vor allem im Preis und der Geschwindigkeit und Flexibilität bei Änderungen positiv auszeichnet.

## Hardware
Der MWS3 besteht aus einer Backplane, der CPU-Platine, einem Netzteil, das auch für die Ladungserhaltung der Notstrombatterien zuständig ist und je nach Anbindung der Datenübertragung einem Modem.
Die Hardware des Hauptsystems (Backplane und CPU-Platine) ist ausgelegt, um in einem 19-Zoll-Rahmen aufgebaut zu werden. Dies unterstützt die einfache Erneuerung der Altsysteme und ermöglicht eine weitgehende Weiternutzung von alten Komponenten wie dem Gehäuse, den Anschlussplatinen der Sonde und des Netzanschlusses sowie der Sonde. Die Backplane und die CPU-Platine bilden zusammen den eigentlichen Datenlogger:
- CPU: AXIS ETRAX 100LX MCM 4+16 (32 bit, RISC-CPU) mit einer Taktfrequenz von 100 MHz
- Flash-Speicher: 8 MByte (4 MB in der CPU + 4 MB extern)
- RAM: 64 MByte (3 × 16 MB extern + 1 × 16 MB in der CPU)
- Umgebungstemperatur: −20 °C bis +55 °C
- Spannungsversorgung: 3,3-Volt-Regler auf der CPU-Platine
- Schnittstellen: 2 × RS232, 1 × RS485, Parallel Port, 2×USB, Netzwerk 10/100 Mbit/sec